# Jerry Wexler
Jerry Wexler, pseudonimo di Gerald Wexler (New York, 10 gennaio 1917 – Sarasota, 15 agosto 2008), è stato un giornalista e produttore discografico statunitense.
Cresciuto in una famiglia ebrea, nacque nel borough del Bronx a New York City e passò l'infanzia a nord di Manhattan. Nel 1936 si iscrisse all'Università Statale del Kansas (Kansas State University) fino alla sua convocazione alla marina militare statunitense durante la seconda guerra mondiale. Dopo la guerra terminò gli studi universitari e iniziò a lavorare per la Broadcast Music Incorporated e la Metro-Goldwyn-Mayer.
Nel 1953 divenne socio della Atlantic Records, dove incontrò Ray Charles, The Drifters e Ruth Brown. Insieme a Ahmet Ertegün e Nesuhi Ertegün rese la Atlantic Records uno dei giganti della industria musicale dell'epoca. Nel 1967 venne eletto produttore dell'anno per il suo lavoro con Aretha Franklin. Sempre negli anni sessanta collaborò con altri importanti artisti di musica soul come Wilson Pickett e rimodernò gli studi della Stax Records. Nel 1983 registrò con la pop star britannica George Michael, e quattro anni dopo venne introdotto nella Rock and Roll Hall of Fame.

Ritiratosi dalla scena musicale alla fine degli anni novanta, morì nella sua casa di Sarasota in Florida per insufficienza cardiaca.